# Leichtathletik-Länderkampf der Männer 1971 BR Deutschland – Finnland
| 16. Leichtathletik-Länderkampf mit bundesdeutscher Beteiligung 1971 | 16. Leichtathletik-Länderkampf mit bundesdeutscher Beteiligung 1971 |
| ------------------------------------------------------------------- | ------------------------------------------------------------------- |
|                                                                     |                                                                     |
| Ländervergleich der Männer: BR Deutschland – Finnland               |                                                                     |
| Austragungsort                                                      | Wuppertal                                                           |
| Wettbewerbe                                                         | 20                                                                  |
| Datum                                                               | 22. September                                                       |
| 1. FRG 2. FIN                                                       | 112,5 Punkte 099,5 Punkte                                           |
| Chronik                                                             |                                                                     |
| ← DNK-FRG (F)                                                       | GBR-FRG Geher (M) →                                                 |

Im sechzehnten Vergleich des Länderkampfjahres 1971 trafen die Männer am 19. September auf Finnland. Am 22. September war die Stadt Wuppertal Gastgeber dieser Veranstaltung. In der Zwischenbilanz lag die Bundesrepublik Deutschland sechs zu drei vorn, die letzte Begegnung zwei Jahre zuvor in Helsinki hatte allerdings Finnland gewonnen. 

## Wettbewerb und Modus
Auf dem Programm standen die bei Länderkämpfen üblichen zwanzig Disziplinen. Aus dem olympischen Wettbewerbskatalog fehlten nur der Marathonlauf, die beiden Gehdisziplinen und der Zehnkampf. Gewertet wurde nach dem Standardsystem.

## Ergebnis
Der Ausgang war wie so oft in den Aufeinandertreffen der beiden Länder eng. In den Einzellaufwettbewerben lag Finnland mit sechs Siegen bei einem Doppelerfolg gegenüber vier Siegen bei zwei Doppelerfolgen des bundesdeutschen Teams knapp vorn. Die Sprünge waren mit zwei Disziplingewinnen je Mannschaft ebenfalls ziemlich ausgeglichen, wobei die bundesdeutschen Leichtathleten durch bessere Platzierungen auf den hinteren Rängen ein paar Punkte mehr sammeln konnten. Auch im Bereich Wurf/Stoß errangen beide Länder je zwei Siege, die Bundesrepublik hatte durch einen Doppelerfolg, den Finnland hier nicht erreichte, dennoch einen leichten Vorteil. Ausschlaggebend waren vor allem die Staffeln, die beide an die Bundesrepublik gingen. Im Gesamtergebnis entschied die Bundesrepublik Deutschland den Länderkampf mit 112,5 zu 99,5 Punkten für sich und wertete seine Bilanz gegen Finnland damit auf sieben zu drei auf.

## Resultate

### 100 m
| Platz | Athlet           | Land | Zeit (s) |
| ----- | ---------------- | ---- | -------- |
| 1     | Gerhard Wucherer | FRG  | 10,3     |
| 2     | Eckhard Brieger  | FRG  | 10,6     |
| 3     | Markku Perttula  | FIN  | 10,6     |
| 4     | Erik Gustafsson  | FIN  | 10,7     |

Wind: +0,5 m/s

### 200 m
| Platz | Athlet          | Land | Zeit (s) |
| ----- | --------------- | ---- | -------- |
| 1     | Ossi Karttunen  | FIN  | 21,2     |
| 2     | Karl Honz       | FRG  | 21,3     |
| 3     | Heinz Rienecker | FRG  | 21,5     |
| 4     | Markku Perttula | FIN  | 21,5     |

Wind: +0,4 m/s

### 400 m
| Platz | Athlet          | Land | Zeit (s) |
| ----- | --------------- | ---- | -------- |
| 1     | Markku Kukkoaho | FIN  | 46,2     |
| 2     | Hermann Köhler  | FRG  | 47,3     |
| 3     | Bernd Herrmann  | FRG  | 47,9     |
| 4     | Stig Lönnqvist  | FIN  | 48,0     |

### 800 m
| Platz | Athlet             | Land | Zeit (min) |
| ----- | ------------------ | ---- | ---------- |
| 1     | Kauko Lumiaho      | FIN  | 1:48,9     |
| 2     | Hans-Peter Wieland | FRG  | 1:49,7     |
| 3     | Markku Aalto       | FIN  | 1:49,8     |
| 4     | Hans Bertram       | FRG  | 1:50,0     |

### 1500 m
| Platz | Athlet              | Land | Zeit (min) |
| ----- | ------------------- | ---- | ---------- |
| 1     | Pekka Vasala        | FIN  | 3:59,9     |
| 2     | Harald Norpoth      | FRG  | 4:00,3     |
| 3     | Paul-Heinz Wellmann | FRG  | 4:00,4     |
| 4     | Matti Tuura         | FIN  | 4:00,8     |

### 5000 m
| Platz | Athlet            | Land | Zeit (min) |
| ----- | ----------------- | ---- | ---------- |
| 1     | Lasse Virén       | FIN  | 14:03,2    |
| 2     | Pekka Päivärinta  | FIN  | 14:08,4    |
| 3     | Werner Girke      | FRG  | 14:09,6    |
| 4     | Manfred Letzerich | FRG  | 16:18,6    |

### 10.000 m
| Platz | Athlet         | Land | Zeit (min) |
| ----- | -------------- | ---- | ---------- |
| 1     | Lutz Philipp   | FRG  | 28:51,2    |
| 2     | Seppo Tuominen | FIN  | 29:08,2    |
| 3     | Rauno Mattila  | FIN  | 29:44,4    |
| 4     | Günter Mielke  | FRG  | 30:00,2    |

### 110 m Hürden
| Platz | Athlet           | Land | Zeit (s) |
| ----- | ---------------- | ---- | -------- |
| 1     | Manfred Schumann | FRG  | 14,3     |
| 2     | Werner Trzmiel   | FRG  | 14,4     |
| 3     | Pauli Pursiainen | FIN  | 14,5     |
| 4     | Raimo Alanen     | FIN  | 14,7     |

### 400 m Hürden
| Platz | Athlet          | Land | Zeit (s) |
| ----- | --------------- | ---- | -------- |
| 1     | Werner Reibert  | FRG  | 50,8     |
| 2     | Jaakko Tuominen | FIN  | 51,7     |
| 3     | Gerhard Hennige | FRG  | 51,9     |
| 4     | Keijo Lilie     | FIN  | 52,8     |

### 3000 m Hindernis
| Platz | Athlet               | Land | Zeit (min) |
| ----- | -------------------- | ---- | ---------- |
| 1     | Tapio Kantanen       | FIN  | 8:31,6     |
| 2     | Willi Wagner         | FRG  | 8:33,6     |
| 3     | Mikko Ala-Leppilampi | FIN  | 8:34,4     |
| 4     | Hans-Dieter Schulten | FRG  | 9:02,2     |

### 4 × 100 m Staffel
| Platz | Besetzung      | Land                                                         | Zeit (s) |
| ----- | -------------- | ------------------------------------------------------------ | -------- |
| 1     | BR Deutschland | Manfred Ommer Eckhard Brieger Gerhard Wucherer Josef Schwarz | 40,3     |
| 2     | Finnland       | Per Westerlund Juha Salmi Erik Gustafsson Aki Virolainen     | 40,7     |

### 4 × 400 m Staffel
| Platz | Besetzung      | Land                                                          | Zeit (min) |
| ----- | -------------- | ------------------------------------------------------------- | ---------- |
| 1     | BR Deutschland | Rolf Krüsmann Martin Jellinghaus Thomas Jordan Hermann Köhler | 3:08,1     |
| 2     | Finnland       | Stig Lönnqvist Seppo Tuominen Keijo Lilie Markku Kukkoaho     | 3:08,3     |

### Hochsprung
| Platz | Athlet             | Land | Höhe (m) |
| ----- | ------------------ | ---- | -------- |
| 1     | Asko Pesonen       | FIN  | 2,13     |
| 2     | Gunther Spielvogel | FRG  | 2,10     |
| 3     | Thomas Zacharias   | FRG  | 2,10     |
| 4     | Lasse Viskari      | FIN  | 2,10     |

### Stabhochsprung
| Platz | Athlet           | Land | Höhe (m) |
| ----- | ---------------- | ---- | -------- |
| 1     | Volker Ohl       | FRG  | 5,00     |
| 2     | Antti Kalliomäki | FIN  | 4,80     |
| 2     | Heinfried Engel  | FRG  | 4,80     |
| 4     | Unto Sjö         | FIN  | 4,80     |

### Weitsprung
| Platz | Athlet           | Land | Weite (m) |
| ----- | ---------------- | ---- | --------- |
| 1     | Hans Baumgartner | FRG  | 8,05      |
| 2     | Mauri Myllimäki  | FIN  | 7,58      |
| 3     | Josef Schwarz    | FRG  | 7,44      |
| 4     | Reijo Toivonen   | FIN  | 7,33      |

### Dreisprung
| Platz | Athlet             | Land | Weite (m) |
| ----- | ------------------ | ---- | --------- |
| 1     | Pentti Kuukasjärvi | FIN  | 16,06     |
| 2     | Michael Sauer      | FRG  | 15,96     |
| 3     | Richard Kick       | FRG  | 15,57     |
| 4     | Heiki Olli         | FIN  | 15,56     |

### Kugelstoßen
| Platz | Athlet               | Land | Weite (m) |
| ----- | -------------------- | ---- | --------- |
| 1     | Seppo Simola         | FIN  | 19,94     |
| 2     | Heinfried Birlenbach | FRG  | 19,45     |
| 3     | Pekka Ahnger         | FIN  | 19,32     |
| 4     | Ralf Reichenbach     | FRG  | 19,15     |

### Diskuswurf
| Platz | Athlet             | Land | Weite (m) |
| ----- | ------------------ | ---- | --------- |
| 1     | Klaus-Peter Hennig | FRG  | 61,00     |
| 2     | Risto Myyrä        | FIN  | 60,46     |
| 3     | Hein-Direck Neu    | FRG  | 60,04     |
| 4     | Pentti Kahma       | FIN  | 59,52     |

### Hammerwurf
| Platz | Athlet          | Land | Weite (m) |
| ----- | --------------- | ---- | --------- |
| 1     | Uwe Beyer       | FRG  | 73,12     |
| 2     | Edwin Klein     | FRG  | 69,20     |
| 3     | Risto Miettinen | FIN  | 65,12     |
| 4     | Hannu Vuorela   | FIN  | 62,56     |

### Speerwurf
| Platz | Athlet             | Land | Weite (m) |
| ----- | ------------------ | ---- | --------- |
| 1     | Hannu Siitonen     | FIN  | 83,14     |
| 2     | Klaus Wolfermann   | FRG  | 79,32     |
| 3     | Leo Pusa           | FIN  | 79,20     |
| 4     | Hermann Schlechter | FRG  | 76,28     |

## Weblink
- TULOKSET: Maaottelu GFR-FIN, Wuppertal GFR, 22.9.1971, ERGEBNISSE: Länderkampf FIN-GFR, Wuppertal GFR, 22.9.1971 (finnisch), abgerufen am 30. Dezember 2024